# Басго-Гомпа
Басго или Базго — буддийский монастырь (гомпа) в Басго в округе Лех, Ладакх, северная Индия приблизительно в 40 км от Леха.
Монастырь построен в 1680 правителями династии Намгьял, но городок Басго был известен с древности и упоминается в Ладакхских хрониках, как политический и культурный центр. Монастырь стоит на холме, возвышаясь над руинами старого Басго. Монастырь известен своими фресками и статуей Будды. В 15 веке в Басго был построен дворец.
Гомпа состоит из двух храмов и содержит прекрасные изображения Майтреи, Шакьямуни, Ченризига. Стены между залами росписаны фресками, изображающими Падмасамбхаву, Шакьямуни и других божеств в йогических позах. Один из храмов был посвящён Майтрее. В отдельном зале хранится Тибетский канон (Ганджур и Данджур), некоторые тексты написаны золотом, серебром и медью, считается, что это пожертвования ладакхского царя Сэнге Намгьяла (правил 1616—1623). В память о своём отце Джамьян Намгьяле (правил ок. 1595—1616), Сэнге пожертвовал монастырю медную и покрытую золотом статую Майтреи, высотой с двухэтажный дом.

### На русском
- Рерих Н. К. «Твердыня Тибета. Басго 1932»
- Фотографии городка и монастыря Басго

### Англоязычные сайты
- Описание и фотографии на World Monuments Fund
- Высококачественные фотографии фресок